# Micaria
Genre
Synonymes
- Macaria C. L. Koch, 1835 nec Curtis, 1826
- Chrysothrix Simon, 1878 nec Kaup, 1835
- Micariolepis Simon, 1879
- Bona Pavesi, 1884
- Epikurtomma Tucker, 1923
- Castanilla Caporiacco, 1936
- Arboricaria Bosmans, 2000

Micaria est un genre d'araignées aranéomorphes de la famille des Gnaphosidae.

## Distribution
Les espèces de ce genre se rencontrent en Amérique du Nord, en Europe, en Asie, en Afrique et en Australie.

## Liste des espèces
Selon World Spider Catalog (version 26, 11/06/2025) :
- Micaria aborigenica Mikhailov, 1988
- Micaria aciculata Simon, 1895
- Micaria aenea Thorell, 1871
- Micaria albofasciata Hu, 2001
- Micaria albovittata (Lucas, 1846)
- Micaria alpina L. Koch, 1872
- Micaria atropatene Zamani & Marusik, 2021
- Micaria basaliducta Booysen & Haddad, 2021
- Micaria beaufortia (Tucker, 1923)
- Micaria belezma Bosmans, 2000
- Micaria bimaculata Booysen & Haddad, 2021
- Micaria bispicula Booysen & Haddad, 2021
- Micaria bonneti Schenkel, 1963
- Micaria bosmansi Kovblyuk & Nadolny, 2008
- Micaria braendegaardi Denis, 1958
- Micaria brignolii (Bosmans & Blick, 2000)
- Micaria browni Barnes, 1953
- Micaria camargo Platnick & Shadab, 1988
- Micaria capistrano Platnick & Shadab, 1988
- Micaria charitonovi Mikhailov & Ponomarev, 2008
- Micaria chrysis (Simon, 1910)
- Micaria cimarron Platnick & Shadab, 1988
- Micaria ciri Liu & Zhang, 2025
- Micaria coarctata (Lucas, 1846)
- Micaria coloradensis Banks, 1896
- Micaria constricta Emerton, 1894
- Micaria corvina Simon, 1878
- Micaria croesia L. Koch, 1873
- Micaria cyrnea Brignoli, 1983
- Micaria delicatula Bryant, 1941
- Micaria deserticola Gertsch, 1933
- Micaria dives (Lucas, 1846)
- Micaria donensis Ponomarev & Tsvetkov, 2006
- Micaria durbana Booysen & Haddad, 2021
- Micaria elizabethae Gertsch, 1942
- Micaria emertoni Gertsch, 1935
- Micaria everest Liu & Zhang, 2025
- Micaria faltana Bhattacharya, 1935
- Micaria felix Booysen & Haddad, 2021
- Micaria formicaria (Sundevall, 1831)
- Micaria foxi Gertsch, 1933
- Micaria fulgens (Walckenaer, 1802)
- Micaria funerea Simon, 1878
- Micaria gagnoa Booysen & Haddad, 2021
- Micaria galilaea Levy, 2009
- Micaria ganzi Liu & Zhang, 2025
- Micaria geralt Liu & Zhang, 2025
- Micaria gertschi Barrows & Ivie, 1942
- Micaria gomerae Strand, 1911
- Micaria gosiuta Gertsch, 1942
- Micaria gulliae Tuneva & Esyunin, 2003
- Micaria guttigera Simon, 1878
- Micaria guttulata (C. L. Koch, 1839)
- Micaria icenoglei Platnick & Shadab, 1988
- Micaria idana Platnick & Shadab, 1988
- Micaria ignea O. Pickard-Cambridge, 1872
- Micaria imperiosa Gertsch, 1935
- Micaria inornata L. Koch, 1873
- Micaria japonica Hayashi, 1985
- Micaria jeanae Gertsch, 1942
- Micaria jinlin Song, Zhu & Zhang, 2004
- Micaria koingnaas Booysen & Haddad, 2021
- Micaria kopetdaghensis Mikhailov, 1986
- Micaria langtry Platnick & Shadab, 1988
- Micaria lassena Platnick & Shadab, 1988
- Micaria lata Booysen & Haddad, 2021
- Micaria laticeps Emerton, 1909
- Micaria laxa Booysen & Haddad, 2021
- Micaria lenzi Bösenberg, 1899
- Micaria lindbergi Roewer, 1962
- Micaria longimana Suzuki, 2022
- Micaria longipes Emerton, 1890
- Micaria longispina Emerton, 1911
- Micaria marchesii (Caporiacco, 1936)
- Micaria marusiki Zhang, Song & Zhu, 2001
- Micaria medica Platnick & Shadab, 1988
- Micaria mediospina Booysen & Haddad, 2021
- Micaria mexicana Platnick & Shadab, 1988
- Micaria micans (Blackwall, 1858)
- Micaria mongunica Danilov, 1997
- Micaria mormon Gertsch, 1935
- Micaria nanella Gertsch, 1935
- Micaria nivosa L. Koch, 1866
- Micaria nye Platnick & Shadab, 1988
- Micaria otero Platnick & Shadab, 1988
- Micaria pallens Denis, 1958
- Micaria palliditarsus Banks, 1896
- Micaria pallipes (Lucas, 1846)
- Micaria palma Platnick & Shadab, 1988
- Micaria palmgreni Wunderlich, 1980
- Micaria paralbofasciata Song, Zhu & Zhang, 2004
- Micaria parvotibialis Booysen & Haddad, 2021
- Micaria pasadena Platnick & Shadab, 1988
- Micaria plana Booysen & Haddad, 2021
- Micaria porta Platnick & Shadab, 1988
- Micaria pulcherrima Caporiacco, 1935
- Micaria pulicaria (Sundevall, 1831)
- Micaria punctata Banks, 1896
- Micaria quadrata Booysen & Haddad, 2021
- Micaria quinquemaculosa Booysen & Haddad, 2021
- Micaria riggsi Gertsch, 1942
- Micaria rivonosy Booysen & Haddad, 2021
- Micaria rossica Thorell, 1875
- Micaria sanipass Booysen & Haddad, 2021
- Micaria scutellata Booysen & Haddad, 2021
- Micaria seminola Gertsch, 1942
- Micaria seymuria Tuneva, 2004
- Micaria silesiaca L. Koch, 1875
- Micaria siniloana Barrion & Litsinger, 1995
- Micaria sociabilis Kulczyński, 1897
- Micaria subopaca Westring, 1861
- Micaria tarabaevi Mikhailov, 1988
- Micaria tersissima Simon, 1910
- Micaria triangulosa Gertsch, 1935
- Micaria triguttata Simon, 1884
- Micaria tripunctata Holm, 1978
- Micaria tuvensis Danilov, 1993
- Micaria utahna Gertsch, 1933
- Micaria vinnula Gertsch & Davis, 1936
- Micaria violens Oliger, 1983
- Micaria xinglongi Liu & Zhang, 2025
- Micaria xizang Liu & Zhang, 2025
- Micaria ya Liu & Zhang, 2025
- Micaria yeniseica Marusik & Koponen, 2002
- Micaria yeti Liu & Zhang, 2025
- Micaria yunshani Liu & Zhang, 2025
- Micaria zonsteini (Mikhailov, 2016)

Selon World Spider Catalog (version 23.5, 2023) :
- † Micaria tenella Heer, 1865

## Systématique et taxinomie
Macaria C. L. Koch, 1835, préoccupé par Macaria Curtis, 1826, a été remplacée par Micaria par Westring en 1851.
Chrysothrix Simon, 1878, préoccupé par Chrysothrix Kaup, 1835, remplacé par Micariolepis Simon, 1879 et Bona ont été placés en synonymie par Wunderlich en 1980.
Epikurtomma a été placé en synonymie par Murphy en 2007.
Castanilla a été placé en synonymie par Haddad et Bosmans en 2013.
Arboricaria a été placé en synonymie par Wunderlich en 2017.

## Publications originales
- Westring, 1851 : « Förteckning öfver de till närvarande tid Kände, i Sverige förekommande Spindlarter, utgörande ett antal af 253, deraf 132 äro nya för svenska Faunan. » Göteborgs Kungliga Vetenskaps- och Vitterhets-samhälles Handlingar, vol. 2, p. 25-62 (texte intégral).
- C. L. Koch, 1835 : « Arachniden. » Deutschlands Insekten, p. 128-133.